# FA Premier League 2002/2003
FA Premier League 2002/2003 vanns av Manchester United.

## Arenor och platser
| Lag                  | Ort           | Arena             | Kapacitet |
| -------------------- | ------------- | ----------------- | --------- |
| Arsenal              | London        | Highbury          | 38 419    |
| Aston Villa          | Birmingham    | Villa Park        | 42 573    |
| Birmingham City      | Birmingham    | St Andrew's       | 30 009    |
| Blackburn Rovers     | Blackburn     | Ewood Park        | 31 367    |
| Bolton Wanderers     | Horwich       | Reebok Stadium    | 28 723    |
| Charlton Athletic    | London        | The Valley        | 27 111    |
| Chelsea              | London        | Stamford Bridge   | 42 055    |
| Everton              | Liverpool     | Goodison Park     | 40 569    |
| Fulham               | London        | Loftus Road       | 19 148    |
| Leeds United         | Leeds         | Elland Road       | 40 242    |
| Liverpool            | Liverpool     | Anfield           | 45 522    |
| Manchester City      | Manchester    | Maine Road        | 35 150    |
| Manchester United    | Manchester    | Old Trafford      | 68 174    |
| Middlesbrough        | Middlesbrough | Riverside Stadium | 35 049    |
| Newcastle United     | Newcastle     | St James' Park    | 52 387    |
| Southampton          | Southampton   | St Mary's         | 32 689    |
| Sunderland           | Sunderland    | Stadium of Light  | 49 000    |
| Tottenham Hotspur    | London        | White Hart Lane   | 36 240    |
| West Bromwich Albion | West Bromwich | The Hawthorns     | 28 003    |
| West Ham United      | London        | Upton Park        | 35 647    |

## Personal och dräkter
| Lag                  | Manager                      | Lagkapten        | Dräkttillverkare         | Tröjsponsor                    |
| -------------------- | ---------------------------- | ---------------- | ------------------------ | ------------------------------ |
| Arsenal              | Arsène Wenger                | Patrick Vieira   | Nike                     | O²                             |
| Aston Villa          | Graham Taylor                | Steve Staunton   | Diadora                  | Rover                          |
| Birmingham City      | Steve Bruce                  | Jeff Kenna       | Le Coq Sportif           | Phones 4u                      |
| Blackburn Rovers     | Graeme Souness               | Garry Flitcroft  | Kappa                    | AMD Processors                 |
| Bolton Wanderers     | Sam Allardyce                | Guðni Bergsson   | Reebok                   | Reebok                         |
| Charlton Athletic    | Alan Curbishley              | Graham Stuart    | Le Coq Sportif           | All Sports                     |
| Chelsea              | Claudio Ranieri              | Marcel Desailly  | Umbro                    | Fly Emirates                   |
| Everton              | David Moyes                  | David Weir       | Puma                     | Kejian                         |
| Fulham               | Chris Coleman                | Andy Melville    | Adidas                   | Betfair                        |
| Leeds United         | Peter Reid                   | Dominic Matteo   | Nike                     | Strongbow                      |
| Liverpool            | Gérard Houllier              | Sami Hyypiä      | Reebok                   | Carlsberg                      |
| Manchester City      | Kevin Keegan                 | Ali Benarbia     | Le Coq Sportif           | First Advice                   |
| Manchester United    | Alex Ferguson                | Roy Keane        | Umbro                    | Vodafone                       |
| Middlesbrough        | Steve McClaren               | Gareth Southgate | Erreà                    | Dial-a-Phone                   |
| Newcastle United     | Bobby Robson                 | Alan Shearer     | Adidas                   | NTL                            |
| Southampton          | Gordon Strachan              | Jason Dodd       | Saints                   | Friends Provident              |
| Sunderland           | Mick McCarthy                | Michael Gray     | Nike                     | Reg Vardy                      |
| Tottenham Hotspur    | Glenn Hoddle                 | Teddy Sheringham | Kappa                    | Thomson                        |
| West Bromwich Albion | Gary Megson                  | Sean Gregan      | The Baggies (av klubben) | West Bromwich Building Society |
| West Ham United      | Trevor Brooking (tillfällig) | Joe Cole         | Fila                     | Dr. Martens                    |

## Tabell
| Nr | Lag                      | S  | V  | O  | F  | GM | IM | MS  | P  |
| -- | ------------------------ | -- | -- | -- | -- | -- | -- | --- | -- |
| 1  | Manchester United        | 38 | 25 | 8  | 5  | 74 | 34 | +40 | 83 |
| 2  | Arsenal (RM)             | 38 | 23 | 9  | 6  | 85 | 42 | +43 | 78 |
| 3  | Newcastle United         | 38 | 21 | 6  | 11 | 63 | 48 | +15 | 69 |
| 4  | Chelsea                  | 38 | 19 | 10 | 9  | 68 | 38 | +30 | 67 |
| 5  | Liverpool                | 38 | 18 | 10 | 10 | 61 | 41 | +20 | 64 |
| 6  | Blackburn Rovers         | 38 | 16 | 12 | 10 | 52 | 43 | +9  | 60 |
| 7  | Everton                  | 38 | 17 | 8  | 13 | 48 | 49 | −1  | 59 |
| 8  | Southampton              | 38 | 13 | 13 | 12 | 43 | 46 | −3  | 52 |
| 9  | Manchester City (U)      | 38 | 15 | 6  | 17 | 47 | 54 | −7  | 51 |
| 10 | Tottenham Hotspur        | 38 | 14 | 8  | 16 | 51 | 62 | −11 | 50 |
| 11 | Middlesbrough            | 38 | 13 | 10 | 15 | 48 | 44 | +4  | 49 |
| 12 | Charlton Athletic        | 38 | 14 | 7  | 17 | 45 | 56 | −11 | 49 |
| 13 | Birmingham City (U)      | 38 | 13 | 9  | 16 | 41 | 49 | −8  | 48 |
| 14 | Fulham                   | 38 | 13 | 9  | 16 | 41 | 50 | −9  | 48 |
| 15 | Leeds United             | 38 | 14 | 5  | 19 | 58 | 57 | +1  | 47 |
| 16 | Aston Villa              | 38 | 12 | 9  | 17 | 42 | 47 | −5  | 45 |
| 17 | Bolton Wanderers         | 38 | 10 | 14 | 14 | 41 | 51 | −10 | 44 |
| 18 | West Ham United          | 38 | 10 | 12 | 16 | 42 | 59 | −17 | 42 |
| 19 | West Bromwich Albion (U) | 38 | 6  | 8  | 24 | 29 | 65 | −36 | 26 |
| 20 | Sunderland               | 38 | 4  | 7  | 27 | 21 | 65 | −44 | 19 |